# Balgoya
Genre
Balgoya  est un genre de plantes à fleurs de la famille des Polygalaceae. Ce genre endémique de la Nouvelle-Calédonie est monospécifique.

## Liste d'espèces
Selon NCBI (27 mai 2012) :
- Balgoya pacifica